# Реймонд Д. Літтл
Реймонд Д. Літтл (англ. Raymond D. Little; 5 січня 1880 — 29 липня 1932) — колишній американський тенісист.
Перемагав на турнірах Великого шолома в парному та змішаному парному розрядах.
Завершив кар'єру 1916 року.

## Фінали турнірів Великого шолома

### Парний розряд (1–4)
| Результат | Рік  | Турнір                     | Покриття | Партнер         | Суперники                    | Рахунок                 |
| --------- | ---- | -------------------------- | -------- | --------------- | ---------------------------- | ----------------------- |
| Поразка   | 1900 | Національний чемпіонат США | Трава    | Фред Александер | Двайт Ф. Девіс Голкомб Ворд  | 4–6, 7–9, 10–12         |
| Поразка   | 1904 | Національний чемпіонат США | Трава    | Крейґ Коллінз   | Голкомб Ворд Білс Райт       | 6–1, 2–6, 6–3, 4–6, 1–6 |
| Поразка   | 1908 | Національний чемпіонат США | Трава    | Білс Райт       | Фред Александер Гаролд Гакет | 1–6, 5–7, 2–6           |
| Перемога  | 1911 | Національний чемпіонат США | Трава    | Густав Ф. Тушар | Фред Александер Гаролд Гакет | 7–5, 13–15, 6–2, 6–4    |
| Поразка   | 1912 | Національний чемпіонат США | Трава    | Густав Ф. Тушар | Том Банді Моріс Мак-Лафлін   | 6–3, 2–6, 1–6, 5–7      |

### Мікст (1–2)
| Результат | Рік  | Турнір                     | Покриття | Партнер              | Суперники                               | Рахунок       |
| --------- | ---- | -------------------------- | -------- | -------------------- | --------------------------------------- | ------------- |
| Перемога  | 1901 | Національний чемпіонат США | Трава    | Маріон Джонс-Фарквар | Міртл Расталл Клайд Стівенс             | 6–4, 6–4, 7–5 |
| Поразка   | 1908 | Національний чемпіонат США | Трава    | Луїс Геммонд Реймонд | Натаніел Найлз Едіт Роч                 | 4–6, 6–4, 4–6 |
| Поразка   | 1909 | Національний чемпіонат США | Трава    | Луїс Геммонд Реймонд | Воллас Ф. Джонсон Гейзел Гочкіс-Вайтмен | 2–6, 0–6      |